# Sámal Petersen

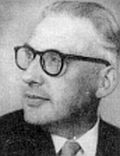
Sámal Petersen

Sámal Petersen (* 3. Juli 1904 in Klaksvík, Färöer; † 7. Oktober 1976) war ein färöischer Lehrer und Politiker des Sjálvstýrisflokkurin. Er war Parlamentsabgeordneter sowie Minister für Kommunales, Kultur und Bildung in der färöischen Landesregierung.

## Beruf und Politik
Sámal Petersen beendete 1928 sein Lehramtsstudium und arbeitete bis 1971 als Lehrer in seiner Heimatstadt Klaksvík.
Von 1939 bis 1951 sowie von 1959 bis 1962 saß er als Ratsmitglied in Klaksviker Gemeinderat und war Bürgermeister seiner Heimatstadt von 1939 bis 1943, 1949 sowie von 1959 bis 1961.
Sámal Petersen wurde 1957 erstmals als Abgeordneter für den Sjálvstýrisflokkurin ins färöische Parlament (Løgting) gewählt und blieb dies bis 1966, wobei er von 1963 bis 1966 den Løgtingsvorsitz innehatte. Von 1967 bis 1972 saß er dann als Minister für Kommunales, Kultur und Bildung in den färöischen Landesregierungen Peter Mohr Dam II (1967–1968), Kristian Djurhuus III (1968–1970) und Atli Dam I (1970–1972).

## Familie
Sámal Petersens Eltern sind Petur Samuelsen aus Tórshavn  und Johanna K. (geb. Joensen) aus Klaksvík. Er war verheiratet mit Turið (geb. Petersen) von Svínoy.